# Sven Säfwenberg
Sven Otto Säfwenberg, švedski hokejist, * 21. maj 1898, Uppsala, Švedska, † 15. januar 1950, Gävle, Švedska.
Säfwenberg je večino kariere branil za kluba IK Sirius in IFK Uppsala v švedski ligi, kjer je sedemkrat osvojil naslov švedskega državnega prvaka, v sezonah 1914/15, 1915/16, 1916/17, 1917/18, 1918/19, 1919/20 in 1932/33. Ob koncu kariere je branil tudi za klub SC Charlottenburg v nemški ligi.
Za Švedsko reprezentanco je nastopil na Evropskem prvenstvu 1913, kjer je odigral svojo edino tekmo za reprezentanco.